# 西村啓太郎
西村 啓太郎（にしむら けいたろう、1965年2月27日 - ）は、日本のインダストリアルデザイナー・エアロダイナミスト・レーシングカー・デザイナー。

## 経歴
- 1985年、川崎重工業入社。オートバイスタイリングデザイナー。
- 1986年、社内デザインコンペに勝ち抜き主務担当デザイナー。
- 1987年、最重要機種カワサキ・ZXR250R主務担当デザイナー。
  - 同時にカワサキワークス、全日本ロードレース選手権TT-F1のカワサキ・ZXR-7、全日本ロードレース選手権TT-F3のカワサキ・ZXR400、全日本ロードレース選手権GP250のカワサキ・X-09、等全てのロードレーサーを一人で兼任。
  - デザイン・風洞実験・実走テストを兼任するスタイリングデザイナーとして試作車のサーキット及びテストコースを実際に走りポジショニングや航空力学のデザインの研究。
- 1988年、市販レーサーレプリカZXRシリーズ全てのデザインリーダーを務めながらカワサキ・ZXR400R(最終型)を担当。
- 1991年、川崎重工業退社。
- 1993年、ホンダ・RS125用の自社ブランドフルカウル「LASER」をデザイン・製作。
  - 菊池寛幸選手と専属契約（1993年 - 1997年）
- 1993年〜1997年、全日本ロードレース選手権GP125クラス参戦。
- 1995年、ロードレース世界選手権GP125クラス参戦、プライベートフル参戦。
- 1996年、アトランタオリンピック日本代表橋本聖子選手のオリンピックの自転車競技用カーボンヘルメットをデザイン・製作。
- 1998年〜2006年、スーパー耐久レース用エアロパーツGTウイングをデザイン・製作。
  - スーパー耐久レース全出場車両45%の装着率シェア。年間チャンピオン20以上、世界各地のモーターショーでの賞多数。
  - 日産自動車厚木研究所内風洞実験施設で実測データをテスト。エアロパーツ・GTウイングがレースで必要な性能を発揮している事を実証。
  - アメリカ映画「ワイルドスピードX2」の主役の乗るBNR34 SKYLINE GT-Rにフルエアロパーツ装着で出演。
- 2010年、バンクーバーオリンピックスキー大回転日本代表佐々木明選手用カーボン・レガース/アームプロテクタをデザイン・製作。

## 手がけた主な量産車
- カワサキ・ZXR250R
- カワサキ・ZXR全シリーズ
- カワサキ・ZXR400R
- カワサキ・KDX200/125
- カワサキ・バルカン 1500
- カワサキ・バリオス250
- カワサキ・ZZR600/400

## 世界に影響をあたえたデザイン
全日本ロードレース選手権カワサキ・ZXR-7 (TT-F1)
(1990年塚本昭一選手・全日本チャンピオン)
近年、フロントカウルのアゴ付近に「牙」のあるオートバイが世界的に増えて今や当たり前になっているが、この形状を世界で初めて作ったのが、西村啓太郎（全日本ロードレース選手権カワサキ・ZXR-7 (TT-F1) ）である。
レーシングマシーンは、熱対策に悩まされるが、この「牙」形状にカウルをするだけで、ラジエターへの風の流れが変わり水温が下がるという、風洞実験で考えデザインされた形状である。
1993年〜1997年に菊池寛幸選手が使用したオリジナルカウル「LASER」にもその特徴が強く現れている。